# 상상인
상상인(Sangsangin Co. Ltd.)는 상상인그룹 계열의 대한민국의 지주 기업이다. 본사는 서울특별시 영등포구  여의대로 108 파크원 타워1 49층에 위치해 있으며 대표이사는 유준원,이민식이다. 시너지이노베이션을 인수하여 바이오 의료기기 분야로 사업 영역을 확장했다.
2025년 2월 여의도 파크원 빌딩으로 본사 이전했다. 

## 논란
유준원 상상인그룹 대표는 자본시장법 위반 혐의로 내년 2월 1일에 1심 재판을 받게 되며, 대주주 적격성 행정소송도 진행 중인 사법 리스크에 시달리고 있다.

## 참고문헌
1. ↑  코스닥社 시너지이노베이션 품은 상상인그룹…바이오 사업 진출, 한국경제, 2024.03.12
2. ↑  사법 리스크에 스산한 세밑 보내는 유준원 상상인그룹 대표, 뉴스팩트, 2023.12.29